# ホエールキャプチャ
ホエールキャプチャ（欧字名:Whale Capture、2008年2月24日 - ）は、日本の競走馬。主な勝ち鞍は2012年のヴィクトリアマイル、2011年のクイーンカップ、ローズステークス、2013年の府中牝馬ステークス、2014年の東京新聞杯。
馬名の意味は、鯨＋捕獲。これは馬主が銚子で病院経営を行っていること、および父・クロフネの名からの連想で、ペリーの黒船来航の一因が捕鯨時の寄港地確保であったことにちなむ。命名したのは馬主の友人。

## 経歴

### 2010年
7月3日の函館の芝1200mの新馬戦。直線差すも2着に敗れる。続く7月17日未勝利戦は直線差しきり2戦目での初勝利となった。さらに中山のオープン特別の芙蓉ステークスは一転しての逃げ切り、後の三冠馬であるオルフェーヴルを抑え2勝目を飾った。ファンタジーステークスは最後方から直線だけでごぼう抜きも3着惜敗。阪神ジュベナイルフィリーズは2着惜敗となった。

### 2011年
初戦のクイーンカップでは6番手からレースを進めると、直線で力強く抜け出し重賞初制覇した。そして桜花賞は直前でレーヴディソールが骨折離脱したこともあり、押し出される形で自身初の1番人気に推される。レースは後方待機から大外を回って最後の直線でいい脚を使うも、先に抜けだしたマルセリーナを捉えきれず2着に惜敗した。続く優駿牝馬ではスタートで後手を踏み後方で待機すると直線で脚を伸ばしエリンコートと逃げたピュアブリーゼとの争いとなったがエリンコートの3着に惜敗した。夏を過ごした後の休養明け緒戦に選んだローズステークスでは1番人気に応えて勝利した。秋華賞でも1番人気に推されたものの、枠の差が出てしまい先に抜け出した内枠のアヴェンチュラを捕らえられず3着に敗れた。続くエリザベス女王杯では2番手追走から直線でいったんは先頭に立ったが、スノーフェアリーらにかわされ4着となった。

### 2012年
初戦の中山牝馬ステークスでは逃げるレディアルバローザをマークする形で2番手追走も直線で伸びを欠き5着に敗れた。5月13日のヴィクトリアマイルではインコースをついて差し脚鋭く伸び、初のGI勝利を飾った。6月24日、宝塚記念に唯一の牝馬として参戦し好位外目を追走するも伸びを欠きオルフェーヴルの14着に敗れた。府中牝馬ステークスは直線伸びを欠き11着。エリザベス女王杯では特別登録した馬のレーティング1位で挑んだが10着に敗れる。このあと船橋の地方交流競走クイーン賞もいいところなく13着に敗れた。

### 2013年
初戦の阪神牝馬ステークスは6番人気ながら14着大敗。次走ヴィクトリアマイルも前年の勝ち馬でありながら近走の不振が嫌われ12番人気と大きく人気を落としていた。しかしレースでは直線でヴィルシーナに追いすがり、最後はヴィルシーナの粘りの前にあと一歩及ばなかったものの、ハナ差2着と意地を見せた。続く札幌記念は14着。府中牝馬ステークスでは道中3番手から残り200mのところで抜け出して優勝した。

### 2014年〜2015年
初戦の東京新聞杯では牡牝混合戦での実績がなく8番人気の低評価だったが、優勝。ヴィクトリアマイルと同じ東京1600mが得意なところを見せた。
2015年も現役を続行、ヴィクトリアマイルに向けて調整されていたが、左前脚に不安を発症、出走を見送り引退することになった。引退後は北海道日高郡の千代田牧場にて繁殖牝馬となる。

### 引退後
2015年5月17日、社台スタリオンステーションでオルフェーヴルを種付けしたことが分かった。ちなみにオルフェーヴルは2010年芙蓉ステークスで負かした相手である。産まれた仔（ホエールキャプチャの2016（牡、馬名：アルママ））は、セレクトセールにて、ビッグレッドファームが1億7000万で落札した。

## 競走成績
| 競走日     | 競馬場 | 競走名             | 格     | 距離（馬場）  | 頭 数 | 枠 番 | 馬 番 | オッズ （人気） | 着順 | タイム （上り3F） | 着差 | 騎手     | 斤量   | 1着馬（2着馬）       |
| ---------- | ------ | ------------------ | ------ | ------------- | ----- | ----- | ----- | --------------- | ---- | ----------------- | ---- | -------- | ------ | -------------------- |
| 2010.07.03 | 函館   | 2歳新馬            |        | 芝1200m（良） | 11    | 1     | 1     | 05.90（4人）    | 02着 | 1:11.4 (35.9)     | -0.2 | 横山典弘 | 54kg   | ジョーアカリン       |
| 0000.07.17 | 函館   | 2歳未勝利          |        | 芝1200m（良） | 7     | 5     | 5     | 02.90（2人）    | 01着 | 1:12.4 (35.5)     | -0.2 | 横山典弘 | 54kg   | （ゼフィランサス）   |
| 0000.10.03 | 中山   | 芙蓉S              | OP     | 芝1600m（良） | 8     | 2     | 2     | 11.10（5人）    | 01着 | 1:35.3 (34.8)     | -0.0 | 松岡正海 | 54kg   | （オルフェーヴル）   |
| 0000.11.06 | 京都   | ファンタジーS      | GIII   | 芝1400m（良） | 17    | 3     | 5     | 07.70（5人）    | 03着 | 1:22.3 (34.6)     | -0.0 | 武豊     | 54kg   | マルモセーラ         |
| 0000.12.12 | 阪神   | 阪神JF             | GI     | 芝1600m（良） | 18    | 2     | 4     | 19.10（4人）    | 02着 | 1:35.8 (34.1)     | -0.1 | 池添謙一 | 54kg   | レーヴディソール     |
| 2011.02.12 | 東京   | クイーンカップ     | GIII   | 芝1600m（稍） | 16    | 5     | 9     | 03.60（2人）    | 01着 | 1:35.4 (34.7)     | -0.1 | 池添謙一 | 55kg   | （マイネイサベル）   |
| 0000.04.10 | 阪神   | 桜花賞             | GI     | 芝1600m（良） | 18    | 8     | 16    | 03.10（1人）    | 02着 | 1:34.0 (34.3)     | -0.1 | 池添謙一 | 55kg   | マルセリーナ         |
| 0000.05.22 | 東京   | 優駿牝馬           | GI     | 芝2400m（良） | 18    | 6     | 12    | 03.00（2人）    | 03着 | 2:25.7 (34.0)     | -0.0 | 池添謙一 | 55kg   | エリンコート         |
| 0000.09.18 | 阪神   | ローズS            | GII    | 芝1800m（良） | 14    | 5     | 8     | 02.80（1人）    | 01着 | 1:48.1 (33.8)     | -0.0 | 池添謙一 | 54kg   | （マイネイサベル）   |
| 0000.10.16 | 京都   | 秋華賞             | GI     | 芝2000m（稍） | 18    | 6     | 12    | 02.20（1人）    | 03着 | 1:58.6 (34.7)     | -0.4 | 池添謙一 | 55kg   | アヴェンチュラ       |
| 0000.11.13 | 京都   | エリザベス女王杯   | GI     | 芝2200m（良） | 18    | 2     | 3     | 11.40（6人）    | 04着 | 2:12.0 (35.1)     | -0.4 | 池添謙一 | 54kg   | スノーフェアリー     |
| 2012.03.11 | 中山   | 中山牝馬S          | GIII   | 芝1800m（重） | 16    | 8     | 15    | 04.40（2人）    | 05着 | 1:51.0 (36.7)     | -0.4 | 横山典弘 | 55.5kg | レディアルバローザ   |
| 0000.05.13 | 東京   | ヴィクトリアマイル | GI     | 芝1600m（良） | 18    | 6     | 12    | 07.20（4人）    | 01着 | 1:32.4 (33.8)     | -0.1 | 横山典弘 | 55kg   | （ドナウブルー）     |
| 0000.06.24 | 阪神   | 宝塚記念           | GI     | 芝2200m（良） | 16    | 7     | 14    | 45.0（11人）    | 14着 | 2:15.1 (39.1)     | -4.2 | 横山典弘 | 56kg   | オルフェーヴル       |
| 0000.10.13 | 東京   | 府中牝馬S          | GII    | 芝1800m（良） | 17    | 8     | 17    | 04.30（2人）    | 11着 | 1:46.1 (34.0)     | -0.6 | 横山典弘 | 56kg   | マイネイサベル       |
| 0000.11.11 | 京都   | エリザベス女王杯   | GI     | 芝2200m（重） | 16    | 6     | 11    | 08.10（3人）    | 10着 | 2:17.4 (36.8)     | -1.1 | 横山典弘 | 56kg   | レインボーダリア     |
| 0000.12.05 | 船橋   | クイーン賞         | JpnIII | ダ1800m（稍） | 14    | 3     | 3     | 04.90（3人）    | 13着 | 1:56.2 (40.6)     | -2.9 | 蛯名正義 | 57.5kg | レッドクラウディア   |
| 2013.04.06 | 阪神   | 阪神牝馬S          | GII    | 芝1400m（良） | 16    | 3     | 5     | 20.70（6人）    | 14着 | 1:22.6 (35.0)     | -1.2 | 蛯名正義 | 56kg   | サウンドオブハート   |
| 0000.05.12 | 東京   | ヴィクトリアマイル | GI     | 芝1600m（良） | 16    | 4     | 8     | 44.0（12人）    | 02着 | 1:32.4 (33.4)     | -0.0 | 蛯名正義 | 55kg   | ヴィルシーナ         |
| 0000.08.18 | 函館   | 札幌記念           | GII    | 芝2000m（重） | 16    | 5     | 9     | 43.00（9人）    | 14着 | 2:11.9 (43.5)     | -5.4 | 蛯名正義 | 55kg   | トウケイヘイロー     |
| 0000.10.14 | 東京   | 府中牝馬S          | GII    | 芝1800m（良） | 13    | 7     | 11    | 06.80（4人）    | 01着 | 1:48.8 (32.6)     | -0.1 | 蛯名正義 | 55kg   | （ドナウブルー）     |
| 0000.11.10 | 京都   | エリザベス女王杯   | GI     | 芝2200m（重） | 18    | 3     | 5     | 13.90（4人）    | 06着 | 2:17.1 (34.4)     | -0.5 | 蛯名正義 | 56kg   | メイショウマンボ     |
| 2014.02.17 | 東京   | 東京新聞杯         | GIII   | 芝1600m（重） | 16    | 4     | 7     | 20.60（8人）    | 01着 | 1:33.2 (34.3)     | -0.2 | 蛯名正義 | 57kg   | （エキストラエンド） |
| 0000.05.18 | 東京   | ヴィクトリアマイル | GI     | 芝1600m（良） | 18    | 5     | 9     | 04.40（2人）    | 04着 | 1:32.4 (33.7)     | -0.1 | 蛯名正義 | 55kg   | ヴィルシーナ         |
| 0000.06.08 | 東京   | 安田記念           | GI     | 芝1600m（不） | 17    | 4     | 7     | 20.50（7人）    | 15着 | 1:38.7 (38.5)     | -1.9 | 蛯名正義 | 55kg   | ジャスタウェイ       |
| 0000.08.24 | 札幌   | 札幌記念           | GII    | 芝2000m（良） | 14    | 6     | 10    | 55.70（7人）    | 03着 | 2:00.0 (36.4)     | +0.9 | 蛯名正義 | 55kg   | ハープスター         |
| 0000.10.18 | 東京   | 府中牝馬S          | GII    | 芝1800m（良） | 13    | 8     | 12    | 03.90（2人）    | 03着 | 1:45.9 (34.2)     | -0.2 | 蛯名正義 | 55kg   | ディアデラマドレ     |
| 0000.11.16 | 京都   | エリザベス女王杯   | GI     | 芝2200m（良） | 18    | 5     | 9     | 33.8（11人）    | 15着 | 2:13.7 (34.8)     | +1.4 | 蛯名正義 | 56kg   | ラキシス             |
| 0000.12.27 | 阪神   | 阪神カップ         | GII    | 芝1400m（良） | 18    | 5     | 9     | 15.30（9人）    | 05着 | 1:21.0 (34.4)     | +0.3 | 蛯名正義 | 55kg   | リアルインパクト     |
| 2015.04.11 | 阪神   | 阪神牝馬S          | GII    | 芝1400m（稍） | 17    | 5     | 10    | 10.10（5人）    | 09着 | 1:21.5 (34.6)     | +0.8 | 蛯名正義 | 55kg   | カフェブリリアント   |

## 繁殖成績
|       | 馬名                         | 生年   | 性     | 毛色 | 父               | 馬主                                                                                   | 厩舎                                                                                           | 戦績             |
| ----- | ---------------------------- | ------ | ------ | ---- | ---------------- | -------------------------------------------------------------------------------------- | ---------------------------------------------------------------------------------------------- | ---------------- |
| 初仔  | アルママ                     | 2016年 | 牡     | 芦毛 | オルフェーヴル   | （有）ビッグレッドファーム                                                             | 美浦・畠山吉宏 →高知・工藤真司                                                                 | 43戦4勝（現役）  |
| 2番仔 | プレイズネイチャ             | 2017年 | 牝     | 鹿毛 | キングカメハメハ |                                                                                        |                                                                                                | 不出走・繁殖     |
| 3番仔 | トーセンマッシモ             | 2018年 | 牡 →騸 | 芦毛 | キングカメハメハ | （株）ジャパン・ヘルス・サミット →島川隆哉 →（株）ジャパン・ヘルス・サミット →島川隆哉 | 浦和・小久保智 →美浦・宗像義忠 →浦和・小久保智 →水沢・佐藤浩一 →美浦・小野次郎 →水沢・佐藤浩一 | 44戦12勝（現役） |
| 4番仔 | ヘブンズドア                 | 2019年 | 牡 →騸 | 鹿毛 | オルフェーヴル   | （株）ニッシンホールディングス                                                         | 栗東・松永幹夫 →小林・堀千亜樹 →園田・田中一巧                                                 | 6戦0勝（引退）   |
| 5番仔 | アオイテン                   | 2020年 | 牡     | 芦毛 | ロードカナロア   | 新谷幸義                                                                               | 美浦・中舘英二 →栗東・西園翔太                                                                 | 3戦0勝（引退）   |
| 6番仔 | サトノリアン                 | 2021年 | 牡     | 鹿毛 | キズナ           | 里見治                                                                                 | 美浦・国枝栄 →笠松・笹野博司 →美浦・萩原清                                                     | 11戦2勝（現役）  |
| 7番仔 | マザーズウィル               | 2022年 | 牝     | 鹿毛 | キズナ           | 飯田正剛                                                                               | 美浦・国枝栄                                                                                   | 4戦0勝（現役）   |
| 8番仔 | サトノアイボリー             | 2023年 | 牡     | 芦毛 | エピファネイア   |                                                                                        |                                                                                                | デビュー前       |
| 9番仔 | （ホエールキャプチャの2024） | 2024年 | 牡     | 鹿毛 | エピファネイア   |                                                                                        |                                                                                                |                  |

・2025年4月18日現在

## 血統表
| ホエールキャプチャの血統        | ホエールキャプチャの血統                             | ホエールキャプチャの血統        | （血統表の出典）                | （血統表の出典） |
| 父系                            | デピュティミニスター系                               | デピュティミニスター系          | デピュティミニスター系          | [ § 2 ]          |
| 父 *クロフネ Kurofune 1998 芦毛 | 父の父*フレンチデピュティ French Deputy 1992 栗毛    | Deputy Minister                 | Vice Regent                     | Vice Regent      |
| 父 *クロフネ Kurofune 1998 芦毛 | 父の父*フレンチデピュティ French Deputy 1992 栗毛    | Deputy Minister                 | Mint Copy                       |                  |
| 父 *クロフネ Kurofune 1998 芦毛 | 父の父*フレンチデピュティ French Deputy 1992 栗毛    | Mitterand                       | Hold Your Peace                 | Hold Your Peace  |
| 父 *クロフネ Kurofune 1998 芦毛 | 父の父*フレンチデピュティ French Deputy 1992 栗毛    | Mitterand                       | Laredo Lass                     |                  |
| 父 *クロフネ Kurofune 1998 芦毛 | 父の母*ブルーアヴェニュー Blue Avenue 1990 芦毛      | Classic Go Go                   | Pago Pago                       | Pago Pago        |
| 父 *クロフネ Kurofune 1998 芦毛 | 父の母*ブルーアヴェニュー Blue Avenue 1990 芦毛      | Classic Go Go                   | Classic Perfection              |                  |
| 父 *クロフネ Kurofune 1998 芦毛 | 父の母*ブルーアヴェニュー Blue Avenue 1990 芦毛      | Eliza Blue                      | Icecapade                       | Icecapade        |
| 父 *クロフネ Kurofune 1998 芦毛 | 父の母*ブルーアヴェニュー Blue Avenue 1990 芦毛      | Eliza Blue                      | *コレラ Corella                 |                  |
| 母 グローバルピース 2001 鹿毛   | 母の父*サンデーサイレンス Sunday Silence 1986 青鹿毛 | Halo                            | Hail to Reason                  | Hail to Reason   |
| 母 グローバルピース 2001 鹿毛   | 母の父*サンデーサイレンス Sunday Silence 1986 青鹿毛 | Halo                            | Cosmah                          |                  |
| 母 グローバルピース 2001 鹿毛   | 母の父*サンデーサイレンス Sunday Silence 1986 青鹿毛 | Wishing Well                    | Understanding                   | Understanding    |
| 母 グローバルピース 2001 鹿毛   | 母の父*サンデーサイレンス Sunday Silence 1986 青鹿毛 | Wishing Well                    | Mountain Flower                 |                  |
| 母 グローバルピース 2001 鹿毛   | 母の母*エミネントガール 1992 栗毛                    | Nashwan                         | Blushing Groom                  | Blushing Groom   |
| 母 グローバルピース 2001 鹿毛   | 母の母*エミネントガール 1992 栗毛                    | Nashwan                         | Height of Fashion               |                  |
| 母 グローバルピース 2001 鹿毛   | 母の母*エミネントガール 1992 栗毛                    | タレンティドガール              | *リマンド                       | *リマンド        |
| 母 グローバルピース 2001 鹿毛   | 母の母*エミネントガール 1992 栗毛                    | タレンティドガール              | チヨダマサコ                    |                  |
| 母系(F-No.)                     | ビューチフルドリーマー系(FN:12)                      | ビューチフルドリーマー系(FN:12) | ビューチフルドリーマー系(FN:12) | [ § 3 ]          |
| 5代内の近親交配                 | なし                                                 | なし                            | なし                            | [ § 4 ]          |
| 出典                            | 1. 2. 3. 4.                                          | 1. 2. 3. 4.                     | 1. 2. 3. 4.                     | 1. 2. 3. 4.      |

- 牝系は日本の名門血統であるビューチフルドリーマー系。曾祖母はエリザベス女王杯勝ちのタレンティドガール。その兄に天皇賞（秋）、安田記念、マイルチャンピオンシップのGI3勝のニッポーテイオーがいる。
- 全兄に京都ジャンプステークス勝ちのドリームセーリング、全弟に京都金杯勝ちのパクスアメリカーナがいる。
- 祖母の半妹の仔にファルコンステークス勝ちのエーシンホワイティがいる。
- 近親に新潟ジャンプステークス勝ちのミヤビペルセウスがいる。